# Stictocephala ornithisca
Stictocephala ornithisca är en insektsart som beskrevs av Remes-lenicov 1978. Stictocephala ornithisca ingår i släktet Stictocephala och familjen hornstritar. Inga underarter finns listade i Catalogue of Life.